# Acheilognathus elongatus
Espèce
Statut de conservation UICN

 CR B1ab(ii,iii,v) : 
En danger critique
Synonymes
- Acanthorhodeus elongatus Regan, 1908[2] [3]
- Acanthorhodeus grahami Nichols, 1918[2] [3]
- Acheilognathus elongatus Chen & Li in Chu & Chen 1989[3]

Acheilognathus elongatus est une espèce de poissons de la famille des Cyprinidés. Elle est endémique du lac Dian dans la province du Yunnan en Chine.

## Menaces
Cette espèce est menacée par l'introduction d'espèces proches dans le lac : Acheilognathus macropterus, A. taenianalis, A. chankaensis et Rhodeus ocellatus. Ces poissons partagent le même habitat que Acheilognathus elongatus et entrent en compétition avec elle. L'espèce est également menacée par la pollution du lac.